# Cornel Țălnar
Cornel Țălnar (n. la 9 iunie 1957 la Bărăbanț, județul Alba) este un antrenor român de fotbal. Ca jucător, a evoluat pe postul de extremă dreapta, marea parte a carierei petrecând-o la Dinamo. A jucat și pentru echipa națională a României. Și-a început cariera de antrenor în 1995, la Inter Sibiu, și a pregătit în mai multe rânduri pe Dinamo București. În străinătate a antrenat-o pe Oman Club din Liga a II-a omaneză.

## Cariera

### Jucător
Țălnar s-a născut în județul Alba, în localitatea Bărăbanț și și-a făcut junioratul la clubul Unirea Alba Iulia. În 1977 a făcut saltul la Dinamo București, unde a cunoscut consacrarea, câștigând trei titluri de campion al României și jucând 27 de meciuri în cupele europene. De asemenea, în această perioadă, a fost selecționat de șase ori în naționala României. În 1986, a ajuns la Victoria București, cu care a evoluat și în Cupa UEFA. Și-a încheiat cariera la Unirea Alba Iulia, în Divizia B.

### Antrenor
După ce s-a retras, Țălnar și-a început cariera de antrenor în Divizia A, la Inter Sibiu, în 1995, ajungând și pe banca lui FC Brașov în mai multe rânduri. Prima dată în 1999, când a reușit promovarea în Divizia A 
, și apoi în ianuarie 2006.
A fost și antrenor la Dinamo București în mai multe rânduri. Prima dată în 1996, apoi în toamna lui 2007 când Walter Zenga a demisionat de la conducerea alb-roșilor. La începutul lui 2008 a revenit în funcția de antrenor principal interimar ca urmare a demisiei lui Gheorghe Mulțescu. La începutul sezonului 2009-2010 a fost numit principal la U Cluj, în Liga a II-a dar nu a rezistat aici decât câteva etape. În octombrie 2009 a revenit la Dinamo, ca urmare a demisiei lui Marin Ion. După ce a încheiat doar pe locul șase sezonul 2009-2010, Țălnar a fost înlocuit cu Ioan Andone.